# Rahart
Rahart – miejscowość i gmina we Francji, w Regionie Centralnym, w departamencie Loir-et-Cher.
Według danych na rok 1990 gminę zamieszkiwały 253 osoby, a gęstość zaludnienia wynosiła 18 osób/km² (wśród 1842 gmin Regionu Centralnego Rahart plasuje się na 888. miejscu pod względem liczby ludności, natomiast pod względem powierzchni na miejscu 933.).